# Witry-lès-Reims
Witry-lès-Reims är en kommun i departementet Marne i regionen Grand Est (tidigare regionen Champagne-Ardenne) i nordöstra Frankrike. Kommunen ligger i kantonen Bourgogne som tillhör arrondissementet Reims. År 2022 hade Witry-lès-Reims 4 958 invånare.

## Befolkningsutveckling
Antalet invånare i kommunen Witry-lès-Reims
| Referens: INSEE |